# Petar Popović (Basketballspieler, 1979)
Petar Popović (serbisch-kyrillisch Петар Поповић; * 28. Juli 1979 in Belgrad, SR Serbien) ist ein serbischer Basketballspieler. Der Teilnehmer für Serbien und Montenegro an den Olympischen Spielen 2004 in Athen spielte für verschiedene Vereine in ganz Europa. Zu seinen größten Erfolgen mit einer Vereinsmannschaft zählt der Gewinn des ULEB Cup 2007/08 und der Gewinn der Adria-Liga 2005. Neben einer italienischen Meisterschaft gewann Popović noch diverse Pokaltitel in verschiedenen Ländern. In der Basketball-Bundesliga 2012/13 spielte er für den deutschen Erstligisten Dragons aus der Samtgemeinde Artland.

## Karriere

### Start in Serbien und Montenegro (bis 2005)
Popović absolvierte seine ersten Ligaspiele im Seniorenbereich bei KK Budućnost aus Podgorica, der Hauptstadt des damaligen Landesteils Montenegro. Für die Saison 1999/2000 wechselte er vom Meister Budućnost zu KK Spartak aus Subotica, der jedoch am Ende der Spielzeit aus der höchsten nationalen Spielklasse YUBA abstieg. Anschließend spielte er in seiner Geburtsstadt Belgrad für KK Roter Stern, der jedoch eine enttäuschend Saison spielte und nur auf dem drittletzten Tabellenplatz die Spielzeit beendete. Im Sommer 2001 wurde Popović erstmals in einen Endrunden-Auswahlkader berufen und gewann mit der Studentenauswahl der Bundesrepublik Jugoslawien die Goldmedaille bei der Universiade 2001 in Peking. Zur folgenden Saison wechselte er zum Korać-Cup-Finalisten KK Hemofarm aus Vršac, der in den folgenden beiden Jahren regelmäßig in den Play-offs um die Meisterschaft gegen seinen ehemaligen Verein KK Budućnost ausschied. In der Spielzeit 2003/04 schlug im Halbfinale knapp den Hauptrundenzweiten Roter Stern und zog in die Finalserie gegen Serienmeister KK Partizan Belgrad. Die Finalserie verlor man bei einem Sieg in vier Spielen und mit der Vizemeisterschaft feierte man den bis dahin größten Erfolg des 1997 aufgestiegenen Vereins.
Anschließend wurde Popović auch in den Endrundenkader der Serbisch-montenegrinischen Nationalmannschaft für das olympische Turnier 2004 berufen. Dort enttäuschte der amtierende Weltmeister jedoch und gewann nur ein Spiel von sechs Vorrundenspielen. Popović, der nur in drei Spielen eingesetzt wurde, wurde anschließend nicht mehr für einen Endrundenkader berufen. In der Saison 2004/05 war man als Vizemeister auch für die regionale Adria-Liga qualifiziert. Im Finale konnte man gegen Partizan gewinnen und gewann den ersten Titel für den Verein. In der Finalserie der nationalen Meisterschaft verlor man jedoch in vier Spielen gegen die ansonsten dominierende Mannschaft. Auch im europäischen Vereinswettbewerb ULEB Cup 2004/05 spielte man erfolgreich und erreichte das Halbfinale, in dem man im Hinspiel einen 23-Punkte-Vorsprung gegen Makedonikos. Das Rückspiel geriet jedoch zu einer großen Enttäuschung, als man in Kozani mit 65:96 unterlag und den Finaleinzug verpasste. Popović erzielte mit 16 Punkten eine für ihn halbwegs normale Punktausbeute und war damit bester Punktesammler seiner Mannschaft, musste aber mit fünf Fouls genauso wie der etatmäßige Topscorer Nebojša Bogavac vorzeitig das Feld verlassen.

### Titelerfolge in Italien und Spanien (2005 bis 2010)
Nach den Erfolgen in seiner Heimat wechselte Popović für die Saison 2005/06 in die italienische Lega Basket Serie A zum dortigen Pokalsieger Benetton aus Treviso. Als Hauptrundenzweiter konnte man in die Finalserie der italienischen Meisterschafts-Play-offs in vier Spielen gegen Titelverteidiger Climamio Bologna gewinnen. Im wichtigsten europäischen Vereinswettbewerb EuroLeague 2005/06 scheiterte man wegen des schlechteren direkten Vergleichs am Einzug in die Play-offs der besten acht Mannschaften. Nach dieser Saison kehrte er zunächst nach Serbien zurück und spielte erneut für Roter Stern. In der Meisterschaft spielte man im Halbfinale gegen den seinen ehemaligen Hemofarm, der Erster der Hauptrunde geworden war. Trotzdem gewann man die ersten beiden Spiele der „Best-of-Three“-Serie und zog ins Finale ein, das aus Popović’ Sicht erneut in vier Spielen gegen Partizan verloren wurde. In der Adria-Liga verpasste man als Sechster den Einzug in die Finalrunde der besten vier Mannschaften.
Für die Spielzeit 2007/08 wechselte Popović erneut ins Ausland und spielte in der spanischen Liga ACB für DKV Joventut aus Badalona. In einem Kader zusammen mit unter anderem den späteren NBA-Profis Rudy Fernández und Ricky Rubio sowie dem deutschen Nationalspieler Jan Jagla und dem aus der deutschen Basketball-Bundesliga nach Badalona gewechselten Demond Mallet gewann man den Pokalwettbewerb „Copa del Rey“ und den zweiten Platz in der regulären Spielzeit. Im ULEB Cup 2007/08 marschierte man bei nur einzigen Niederlage in der Vorrunde durch bis ins Finale, das man mit 25 Punkten Unterschied gegen den nationalen Konkurrenten Akasvayu Girona gewinnen konnte. In den Play-offs der Meisterschaft blieb man jedoch in der Halbfinalserie ausgerechnet den lokalen Rivalen FC Barcelona aus der katalanischen Hauptstadt sieglos. Popović selbst bekam in der Mannschaft als Ergänzungsspieler auf durchschnittlich etwa zehn Minuten pro Spiel sowohl in Meisterschaft als auch internationalen Spielen. Für die folgenden beiden Spielzeiten wechselte er zum Ligakonkurrenten CB Estudiantes in die spanische Hauptstadt Madrid, wo er später auf doppelt so viel Spielzeit kam. Der Traditionsverein konnte sich in der ersten Saison nur um einen Platz auf den 13. Tabellenplatz verbessern, war aber weit von dem Erreichen der Play-off-Plätze. Mit neuem Namenssponsor Asefa gelang aber dann in der Saison 2009/10 die Rückkehr unter die besten acht Mannschaften Spaniens. In der ersten Runde der Play-offs schied man dann aber gegen Caja Laboral aus.

### Stationen in Russland, Serbien, Deutschland und der Türkei (seit 2010)
In der Saison 2010/11 gewann Popović mit Spartak aus Sankt Petersburg den russischen Pokalwettbewerb, der jedoch ohne die drei besten russischen Mannschaften ausgetragen wurde, die in der VTB United League 2010/11 spielten. Im dritten europäischen Vereinswettbewerb EuroChallenge 2010/11 galt Spartak nach nur zwei Niederlagen in Gruppenspielen als Favorit auf den Titelgewinn beim Final-Four-Turnier im belgischen Ostende. Doch man verlor das Halbfinale gegen den nationalen Konkurrenten Lokomotive Kuban Krasnodar sowie das „kleine Finale“ um den dritten Platz gegen Gastgeber Telenet Oostende und belegte am Ende nur den vierten Rang. Für die Spielzeit 2011/12 kehrte Popović nach Serbien zu Roter Stern zurück, die nach der Fusion mit FMP Železnik Belgrad Herausforderer von Partizan werden wollten und von Svetislav Pešić trainiert wurden. In der Adria-Liga 2011/12 belegte man einen enttäuschenden zehnten Platz. In der nationalen Meisterschaft gewann man im Halbfinale zwar gegen KK Radnički Kragujevac, verlor aber die Finalserie erneut gegen Partizan in vier Spielen, nachdem man schon das Pokalfinale gegen diese Mannschaft verloren hatte. Für die Spielzeit 2012/13 bekam Popović einen Vertrag beim deutschen Erstligisten Artland Dragons, der auch seinen ehemaligen Mannschaftskameraden aus Badalona Demond Mallet verpflichtete. Die beiden Routiniers konnten der Mannschaft jedoch zu keinem nachhaltigen Erfolg verhelfen und nach einem sechsten Platz in der regulären Saison schied man in der ersten Play-off-Runde um die Meisterschaft gegen den vorherigen Vizemeister ratiopharm Ulm aus. Für die darauffolgende Spielzeit wechselte Popović in die Türkiye Basketbol Ligi zu Petkim GSK aus Aliağa. Nach einer Knieverletzung wurde der Vertrag vorzeitig Ende November 2013 beendet und Popović versuchte im März 2014 ein Comeback in seiner Heimat bei Metalac aus Valjevo.